# Natalia (Teksas)
Natalia je grad u američkoj saveznoj državi Teksas. Prema popisu stanovništva iz 2010. u njemu je živjelo 1.431 stanovnika.